# 蠍式攻擊機

蠍式攻擊機（英語：Scorpion）是一款由美國德事隆和AirLand Enterprises的合資企業Textron AirLand研製的低成本輕型戰術教練/偵察/攻擊多任務飛機。
蠍式攻擊機針對海灣戰爭中使用高性能戰機執行對地攻擊低價值目標時所帶來的效費比不合算的問題，其採購單價僅相當於A-10攻擊機的五到六分之一。蠍子攻擊機使用成熟的氣動設計，全面圍繞增強續航力和任務掛載考慮，以便更好地執行長時間戰場監視打擊和大航程轉場任務。

## 發展
蠍子攻擊機從最初設計到首飛僅花了不到兩年時間，成為近年來美國研製速度最快的軍用飛機。2012年1月，蠍子攻擊機項目秘密啓動。項目藉助於西斯納製造商用輕型飛機的通用技術和製造資源。蠍子攻擊機的出世在很大程度上是為了適應美國國防部及其夥伴國日益嚴格的預算限制。據德愛公司介紹，蠍子攻擊機的採購單價預計低於2 000萬美元，每飛行小時使用成本只有3,000美元。而現役A-10每飛行小時大約需要12,000美元，F-16則達到24,899美元，分別是蠍子攻擊機的4倍和8倍。

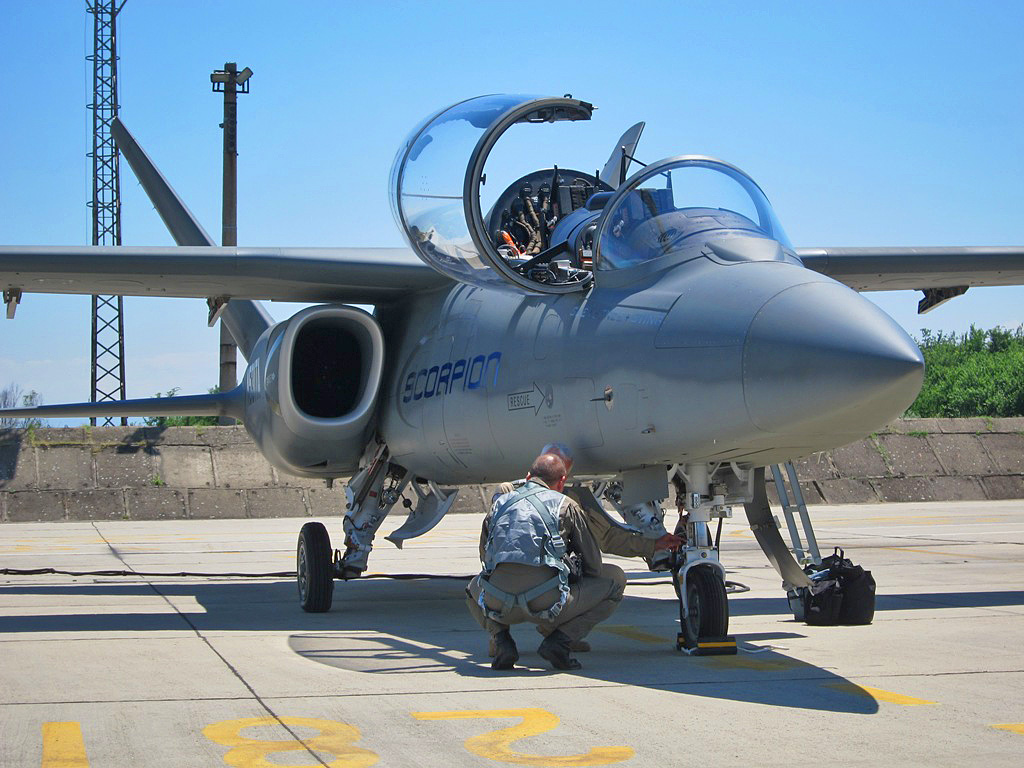
正在起飛前檢查的蠍式

## 設計
蠍式攻擊機定位於主要執行情報偵察和對地攻擊任務，在總體設計上更多地考慮到續航能力，因此在氣動佈局方面中規中矩。該機廣泛採用全複合材料機身和結構，使用壽命達2萬小時。為了更好地適應偵察監視任務，研製人員為其選擇了中等展弦比機翼和成熟的渦扇發動機，以滿足長航時飛行。蠍子攻擊機模塊化設計可以根據不同用户的需要，將前機身的駕駛艙段設計為單座、雙座或無人駕駛構型。蠍子攻擊機原型機採用了串列雙座駕駛艙，考慮到降低成本和簡化設計，該機並未採用電傳操縱系統，但可以改裝。

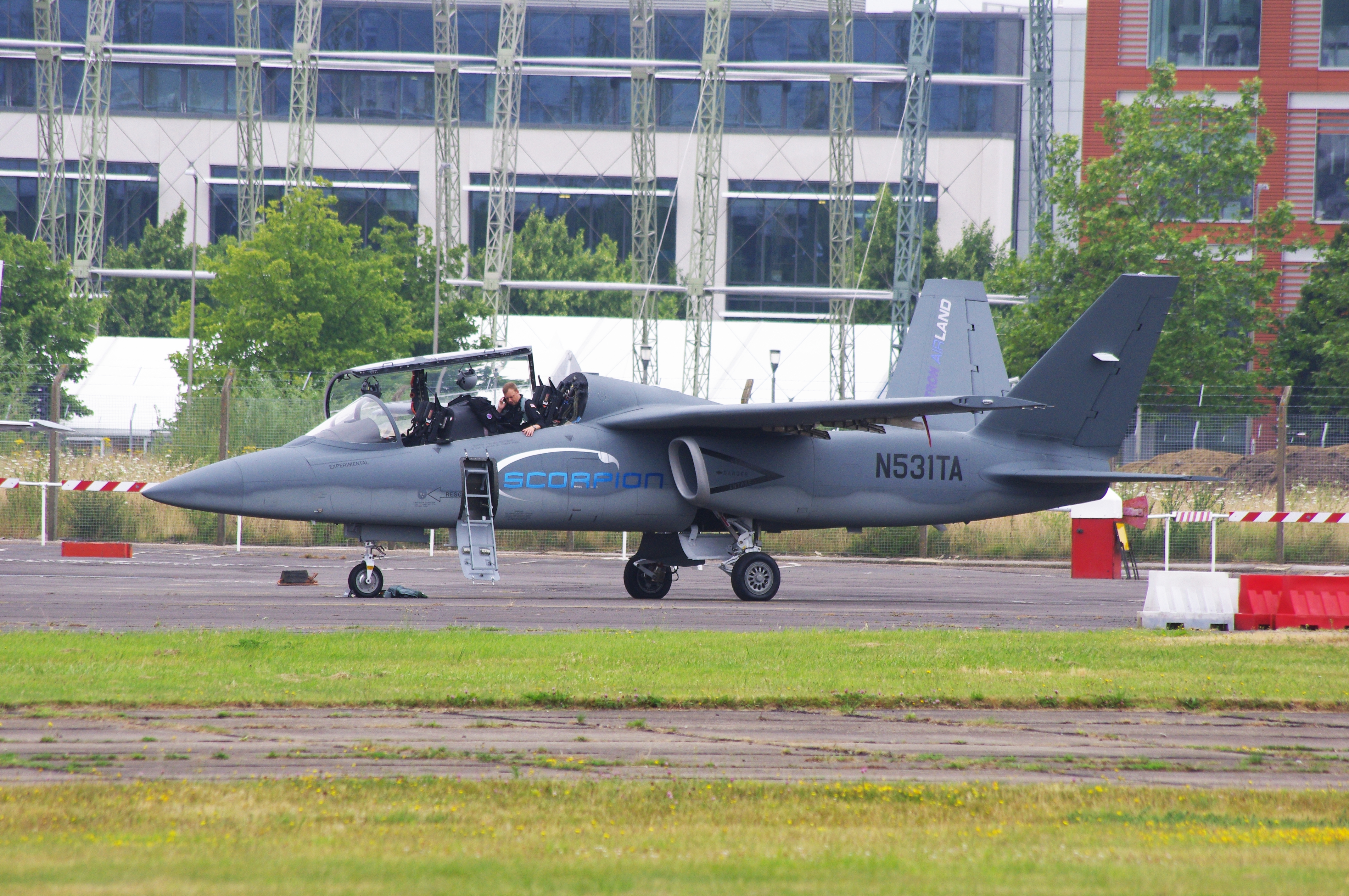
攝於2014年的蠍式側面

### 動力系統
機身兩側的發動機艙內裝有兩台霍尼韋爾生產的TFE731渦扇發動機，總共產生35.6千牛推力。飛機在機身兩側採用了亞音速進氣道，寬大的進氣道並未設計為S形融入機身，而是各自形成了長長的發動機艙，直通機身後部。雙發動機艙的設計可謂一箭雙鵰。一方面，可以充分利用發動機艙之間的間隔，精心設計出具有較大內部空間的中、後段機身。另一方面，發動機艙在後機身形成了類似於尾撐的承力結構，為採用雙垂尾創造了條件，確保了足夠的縱向穩定性。

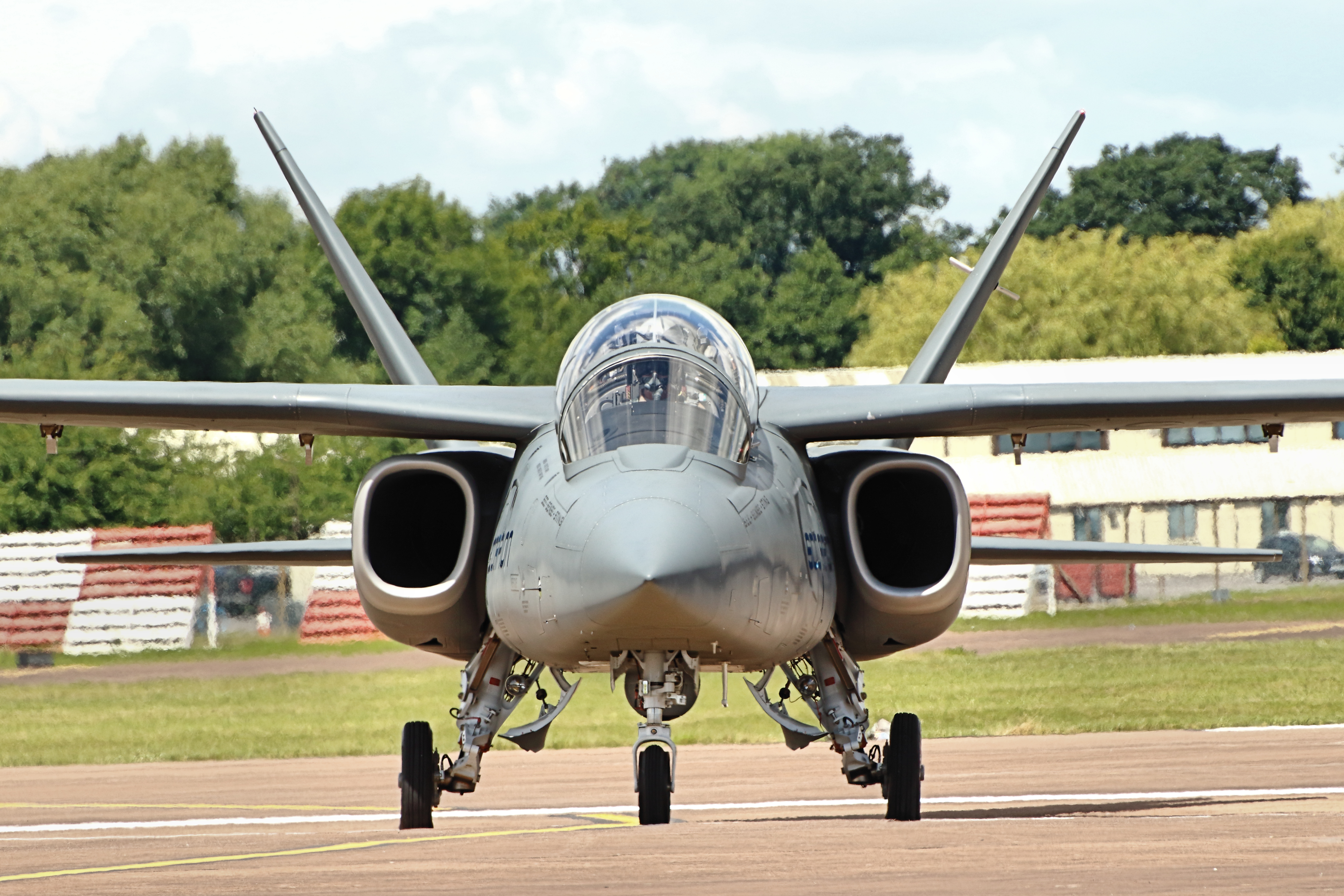
攝於2016年的蠍式正面

### 武器裝備
蠍子攻擊機的最大特點是機身內部設計了一個多用途載荷艙，具有2.32立方米的空間，可以根據任務需要攜帶通信、電子戰和ISR等模塊化設備，甚至可以換裝燃油箱模塊，最大有效載荷1 360千克。這一獨特設計為該機提供了至關重要的作戰靈活性。該機的機翼下有6個外掛點，可以攜帶從副油箱到多種航空炸彈、精確制導彈藥、AGM-114反坦克導彈等武器載荷，最大外部載荷2 767千克。

## 相似機型
- AT-6攻擊機
- OA-1K 天空守望者
- A-29超級大嘴鳥攻擊機

## 外部連結
（页面存档备份，存于）